# 7863 Turnbull
A 7863 Turnbull (ideiglenes jelöléssel 1981 VK) a Naprendszer kisbolygóövében található aszteroida. Brian A. Skiff fedezte fel 1981. november 2-án.